# Markus Winkelhock
Markus Winkelhock (* 13. června 1980, Stuttgart) je německý pilot Formule 1, který jel jedinou velkou cenu za tým Spyker. Markus je synem Manfreda Winkelhocka a synovcem Joachima Winkelhocka, bývalých pilotů formule 1, kteří závodili v osmdesátých letech 20. století.

## Závodní kariéra

### Juniorské kategorie

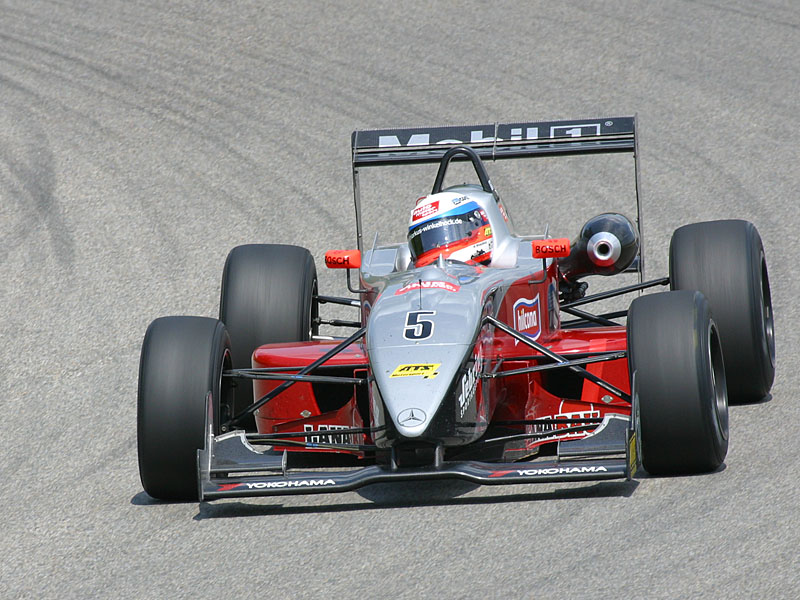
Winkelhock v závodě německé F3 v roce 2002

Markus začínal v juniorských formulových kategoriích. V letech 1998–2000 závodil ve Formuli König, německém mistrovství Formule Renault a v Eurocupu Formule Renault.
Od roku 2001 závodil v německém mistrovství Formule 3, ve kterém pokračoval až do roku 2003, kdy se toto mistrovství přeměnilo ve F3 Euroseries. Nejlepším umístěním v celkové klasifikaci šampionátu bylo 4. místo v roce 2003. O rok později zkusil štěstí v DTM (viz níže). V roce 2005 závodil ve WS Renault 3.5 .
| Rok  | Název série                   | Tým                               | Pořadí    | Body | Závody | Vítězství | Pole Position | Podium |
| ---- | ----------------------------- | --------------------------------- | --------- | ---- | ------ | --------- | ------------- | ------ |
| 1998 | Formule König (Německo)       |                                   | 2. místo  | 161  | 9      | 3         | 2             | 5      |
| 1999 | Formule Renault (Německo)     | SL Formula Racing, Lechner Racing | 4. místo  | 72   | 8      | 2         | 1             | 3      |
| 2000 | Formule Renault 2000 Eurocup  |                                   | 6. místo  | 78   | ?      | 1         | ?             | ?      |
|      | Formule Renault 2000 (Itálie) | SL Racing                         | 21. místo | 8    | 4      | 0         | 0             | 0      |
| 2001 | Formule 3 (Německo)           | Mücke Motorsport                  | 5. místo  | 141  | 20     | 3         | 2             | 8      |
| 2002 | Formule 3 (Německo)           | Mücke Motorsport                  | 7. místo  | 28   | 18     | 1         | 2             | 2      |
| 2003 | Formule 3 Euroseries          | Mücke Motorsport                  | 4. místo  | 71   | 20     | 2         | 1             | 5      |
| 2005 | World Series by Renault       | Draco Multiracing USA             | 3. místo  | 114  | 17     | 3         | 1             | 7      |

### Cestovní vozy
V roce 2004 začal závodit v německém mistrovství cestovních vozů DTM s vozem AMG Mercedes-Benz CLK. Ovšem s netovárním vozem se mu nepodařilo získat žádný bod,a tak se o rok později vrátil k formulím. V roce 2007 se do DTM vrátil. Startoval ve čtyřech závodech s vozy Audi A4 DTM 05 a DTM 07.
| Rok  | Název série | Tým                                           | Pořadí | Body | Závody | Vítězství | Pole Position | Podium |
| ---- | ----------- | --------------------------------------------- | ------ | ---- | ------ | --------- | ------------- | ------ |
| 2004 | DTM         | Team Persson                                  | 17     | 0    | 11     | 0         | 0             | 0      |
| 2007 | DTM         | Audi Sport Team Abt Sportsline, Futurecom TME | 19     | 0    | 4      | 0         | 0             | 0      |
| 2008 | DTM         | Team Rosberg                                  | 11     | 6    | 11     | 0         | 0             | 0      |
| 2009 | DTM         | Team Rosberg                                  | 10     | 11   | 10     | 0         | 0             | 0      |

### Formule 1
V lednu 2006 podepsal smlouvu testovacího a zároveň náhradního jezdce týmu Midland F1 pro sezonu 2006. Zúčastnil se pátečních volných tréninků v Bahrajnu, Austrálii, Německu a Maďarsku.
Pro sezonu 2007 znovu podepsal smlouvu testovacího jezdce s týmem Spyker F1. Také odjel pár závodů DTM.
Poté, co byl ze Spykeru po britské grand prix uvolněn Christijan Albers, zaujal Markus jeho místo. Bylo dohodnuto, že ho nahradí pouze v evropské grand prix s tím, že pro zbytek sezony Alberse nahradí Sakon Jamamoto.

#### Ve vedení svého prvního závodu ve formuli 1
Markus se do evropské grand prix kvalifikoval na poslední, 22. místo, vedle svého týmového kolegy Adriana Sutila. Ale při zavádějícím kole, kdy všechny ostatní vozy měly obuty pneumatiky na sucho, byl Markus povolán do boxů k výměně pneumatik na přechodné. Poté, co všichni ostatní jezdci museli na konci prvního kola kvůli silnému dešti jet do boxů na výměnu pneumatik, se Markus postupně dostal do vedení závodu s náskokem přes půl minuty.
Poté, co déšť ještě více zhoustl byl na trať vyslán safety car. Za chvíli musel být závod přerušen kvůli velkému množství vody na trati a několika haváriím. Závod byl znovu restartován poté, co déšť zmírnil. Winklehock a jeho tým zvolili start na pneumatikách do mokra a věřili, že přijde další déšť. I tak tým dobře věděl, že bude Winkelhock hned předjet rychlejšími vozy. Tak se také stalo, po prvním kole se propadl na šesté místo. Markus nakonec musel po třinácti odjetých kolech odstoupit ze závodu, kvůli poruše hydrauliky.

## Kompletní výsledky ve Formuli 1
| Legenda k tabulce | Legenda k tabulce                                                                       |
| Barva             | Výsledek                                                                                |
| ----------------- | --------------------------------------------------------------------------------------- |
| Zlatá             | Vítěz                                                                                   |
| Stříbrná          | 2. místo                                                                                |
| Bronzová          | 3. místo                                                                                |
| Zelená            | Bodované umístění                                                                       |
| Modrá             | Nebodované umístění                                                                     |
| Modrá             | Dokončil neklasifikován (NC)                                                            |
| Fialová           | Odstoupil (Ret)                                                                         |
| Červená           | Nekvalifikoval se (DNQ)                                                                 |
| Červená           | Nepředkvalifikoval se (DNPQ)                                                            |
| Černá             | Diskvalifikován (DSQ)                                                                   |
| Bílá              | Nestartoval (DNS)                                                                       |
| Bílá              | Závod zrušen (C)                                                                        |
| Světle modrá      | Pouze trénoval (PO)                                                                     |
| Světle modrá      | Páteční testovací jezdec (TD)                                                           |
| Bez barvy         | Netrénoval (DNP)                                                                        |
| Bez barvy         | Vyřazen (EX)                                                                            |
| Bez barvy         | Nepřijel (DNA)                                                                          |
| Bez barvy         | Odvolal účast (WD)                                                                      |
| Bez barvy         | Nezúčastnil se (prázdné)                                                                |
| Označení          | Význam                                                                                  |
| Tučnost           | Pole position                                                                           |
| Kurzíva           | Nejrychlejší kolo                                                                       |
| †                 | Jezdec nedojel do cíle, ale byl klasifikován, protože odjel více než 90 % délky závodu. |
| ‡                 | Byl udělován poloviční počet bodů, protože bylo odjeto méně než 75 % délky závodu.      |
| Horní index       | Umístění bodujících jezdců ve sprintu                                                   |

| Rok  | Tým                         | Šasi          | Motor                | 1      | 2   | 3      | 4   | 5   | 6   | 7   | 8   | 9   | 10      | 11  | 12     | 13     | 14  | 15  | 16  | 17  | 18  | Body | Umístění |
| ---- | --------------------------- | ------------- | -------------------- | ------ | --- | ------ | --- | --- | --- | --- | --- | --- | ------- | --- | ------ | ------ | --- | --- | --- | --- | --- | ---- | -------- |
| 2006 | Midland F1 Racing           | Midland M16   | Toyota RVX-06 2.4 V8 | BHR TD | MAL | AUS TD | SMR | EUR | ESP | MON | GBR | CAN | USA     | FRA | GER TD | HUN TD | TUR | ITA | CHN | JPN | BRA | –    | –        |
| 2007 | Etihad Aldar Spyker F1 Team | Spyker F8-VII | Ferrari 056 2.4 V8   | AUS    | MAL | BHR    | ESP | MON | CAN | USA | FRA | GBR | EUR Ret | HUN | TUR    | ITA    | BEL | JPN | CHN | BRA |     | 0    | NC       |